# Mestanza
Mestanza – gmina w Hiszpanii, w prowincji Ciudad Real, w Kastylii-La Mancha, o powierzchni 370 km². W 2011 roku gmina liczyła 812 mieszkańców.